# 赫内维利亚
赫内维利亚（西班牙語：Genevilla）是西班牙纳瓦拉的一个市镇。总面积9平方公里，总人口111人（2001年），人口密度12人/平方公里。